# NGC 4059
NGC 4059 (другие обозначения — NGC 4070, UGC 7052, MCG 4-29-9, ZWG 128.9, PGC 38169) — эллиптическая галактика (E) в созвездии Волосы Вероники.
Этот объект занесён в новый общий каталог несколько раз, с обозначениями NGC 4059, NGC 4070.
Этот объект входит в число перечисленных в оригинальной редакции «Нового общего каталога».
В галактике вспыхнула сверхновая SN 2005bl типа Ia, её пиковая видимая звездная величина составила 18,8.
Галактика NGC 4070 входит в состав группы галактик NGC 4066. Помимо NGC 4070 в группу также входят NGC 4066, NGC 4098, NGC 4056, NGC 4086, NGC 4089, NGC 4090, NGC 4093 и NGC 4095.